# Ctenitis clathrata
Ctenitis clathrata är en träjonväxtart som beskrevs av Masahiro Kato. Ctenitis clathrata ingår i släktet Ctenitis och familjen Dryopteridaceae. Inga underarter finns listade.